# Harald Storbacka

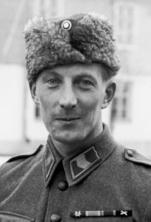
Harald Storbacka.

Harald Storbacka, född 8 september 1915 i Esse, död där 2 februari 1990, var en finländsk kontorschef. 
Storbacka tjänstgjorde under fortsättningskriget som plutonchef med fältväbels grad och  i infanteriregementet JR 61. Han tilldelades Mannerheimkorset den 8 mars 1943. Efter kriget var han bland annat kontorschef i Esse Plast 1953–1967. Han uppnådde överfältväbels grad 1967.